# Gunnar Bergström (präst)
Gunnar Johan Ernst Bergström, född 23 december 1878 och död 28 november 1952, var en svensk präst.
Bergström blev filosofie kandidat  och teologie kandidat vid Lunds universitet, och var därefter 1914–1919 lärare vid teologiska fakultetens teologisk-praktiska avdelning. 1921 blev han kyrkoherde i Vallkärra och Stångby i Lunds stift, och 1923 teologie hedersdoktor vid Lunds universitet. 1924 utnämndes han till 1:e sekreterare i  Svenska kyrkans diakonistyrelse, vilket han förblev till 1932.